# Gainneville
Gainneville är en kommun i departementet Seine-Maritime i regionen Normandie i norra Frankrike. Kommunen ligger i kantonen Gonfreville-l'Orcher som tillhör arrondissementet Le Havre. År 2022 hade Gainneville 2 529 invånare.

## Befolkningsutveckling
Antalet invånare i kommunen Gainneville
| Referens: INSEE |